# Catherine Obianuju Acholonu
Catherine Obianuju Acholonu (26 tháng 10 năm 1951 - 18 tháng 3 năm 2014) là một nhà văn, nhà nghiên cứu và cựu giảng viên người Nigeria về Nghiên cứu Văn hóa và Giới tính Châu Phi. Bà từng là Cố vấn đặc biệt cao cấp (SSA) cho Tổng thống Olusegun Obasanjo về Nghệ thuật và Văn hóa, và thành viên sáng lập của Hiệp hội các tác giả Nigeria (ANA).

## Tiểu sử
Catherine Acholonu được sinh ra ở Orlu trong gia đình của Chánh Lazarus Olumba. Bà theo học các trường trung học ở Orlu trước khi trở thành người phụ nữ châu Phi đầu tiên lấy bằng thạc sĩ (1977) và bằng tiến sĩ (1987) từ Đại học Düsseldorf, Đức. Bà giảng dạy tại Alvan Ikoku College of Education, Owerri, bắt đầu năm 1978.
Acholonu là tác giả của hơn 16 cuốn sách, nhiều trong số đó được sử dụng trong các trường trung học và đại học ở Nigeria, và trong các khoa nghiên cứu châu Phi ở Mỹ và châu Âu. Các tác phẩm và dự án của bà rất thích sự hợp tác và hỗ trợ của Dịch vụ Thông tin Hoa Kỳ (USIS), Hội đồng Anh, Quỹ Rockefeller và năm 1989, bà được mời đến thăm các tổ chức giáo dục ở Hoa Kỳ, giảng về các tác phẩm của mình theo Chương trình Khách truy cập Quốc tế Hoa Kỳ. Năm 1990, Catherine Acholonu được chính phủ Hoa Kỳ vinh danh học bổng Fulbright về cư trú, trong thời gian đó, bà giảng dạy tại bốn trường đại học của Hiệp hội Westchester cho các nghiên cứu quốc tế, NY, Hoa Kỳ.
Một phần công việc của bà đưa bà vào phạm vi phát triển bền vững rộng lớn hơn. Năm 1986, bà là người Nigeria duy nhất và là một trong hai người châu Phi tham gia Hội nghị nhóm chuyên gia của Liên hợp quốc về "Phụ nữ, dân số và phát triển bền vững: Đường đến Rio, Cairo và Bắc Kinh, do Quỹ Dân số Liên hợp quốc tổ chức (UNFPA), Phòng vì sự tiến bộ của phụ nữ và Phòng phát triển bền vững. Điều này diễn ra ở Cộng hòa Dominican và tập trung vào việc lồng ghép giới vào các Kế hoạch hành động của các hội nghị thế giới của Liên hợp quốc về Rio, Bắc Kinh và Cairo.
Từ năm 1999 đến năm 2002, bà là Cố vấn đặc biệt về Nghệ thuật và Văn hóa cho Tổng thống Cộng hòa Liên bang Nigeria, một bài viết mà bà đã từ chức để tìm kiếm bầu cử, cùng với một số nhà văn khác cảm thấy việc đưa họ vào chính trị Nigeria sẽ dành cho tốt Tuy nhiên, bà đã thua cuộc thi giành ghế thượng nghị sĩ quận Orlu của bang Imo và thu hút sự chú ý đến sự bất thường và gian lận.
Gần đây bà đã được bổ nhiệm làm Đại sứ Phục hưng Châu Phi bởi Hội nghị Phục hưng Châu Phi có trụ sở tại Cộng hòa Bénin và đại diện duy nhất của Nigeria tại Diễn đàn Văn hóa và Nghệ thuật toàn cầu để thực hiện Công ước Liên hợp quốc về Chống sa mạc hóa (UNFAC). Giáo sư Acholonu giữ một số giải thưởng trong và ngoài nước. Bà được liệt kê trong Ai là người lãnh đạo thế giới, Hoa Kỳ; Nhà văn Phụ nữ Châu Phi 'Ai là ai; Top 500 phụ nữ ở Nigeria; Ai là ai ở Nigeria; và các tác giả và nhà văn quốc tế Who's Who, xuất bản ở Cambridge, Vương quốc Anh.
Acholonu là Giám đốc của Trung tâm nghiên cứu Catherine Acholonu, Abuja (CARC), mà cô đồng sáng lập với Đại sứ (Tiến sĩ) Ajay Prabhakar. Trung tâm, có trụ sở tại Abuja, đang tiên phong nghiên cứu về tiền sử châu Phi, các bản khắc đá, nghệ thuật hang động và các phân tích ngôn ngữ của các biểu tượng và phương tiện truyền thông cổ đại từ lục địa. Bà lập luận rằng các bản khắc nghệ thuật trên đá của Nigeria, được gọi là Ikom Monoliths, chứng minh rằng "Người da đen châu Phi cận Sahara sở hữu một hệ thống chữ viết có tổ chức trước năm 2000 trước Công nguyên" và bà và các trợ lý của mình có thể dịch những thứ này.
Trong cuốn sách của mình, họ đã sống trước Adam: Nguồn gốc tiền sử của Igbo Không bao giờ bị cai trị, bà nói rằng truyền thống Igbo phù hợp với nghiên cứu khoa học về nguồn gốc của loài người. Phát biểu tại Hội chợ sách Harlem, Acholonu đã tóm tắt nội dung lập luận của mình như sau:
Nghiên cứu của chúng tôi bao gồm nguồn gốc và ý nghĩa của các biểu tượng được sử dụng trong mọi tôn giáo và văn học thiêng liêng trên toàn thế giới. Trong những điều này, chúng tôi thấy rằng Kinh thánh tiếng Do Thái, Kabbalah của người Do Thái và người Trung Quốc, Vedas và Ramayana của Ấn Độ giáo, và Kinh thánh Kitô giáo Ai Cập được phát hiện gần đây được gọi là Nag Hammadi có tầm quan trọng to lớn trong việc tiết lộ kiến thức đã mất. Bất cứ nơi nào chúng tôi tìm thấy, chúng tôi đều tìm thấy bằng chứng xác nhận tuyên bố của các nhà di truyền học đang tiến hành nghiên cứu DNA ty lạp thể ở bốn trường đại học hàng đầu ở Mỹ rằng tất cả nhân loại đến từ châu Phi hạ Sahara, rằng Eve và Adam là người châu Phi da đen. . . Truyền thống truyền miệng của Igbo xác nhận những phát hiện của các nhà di truyền học, rằng vào năm 208000BC - 208000 trước Công nguyên - quá trình tiến hóa của loài người bị gián đoạn và Adam, một giống lai, được tạo ra thông qua quá trình kỹ thuật di truyền. Tuy nhiên, những phát hiện của chúng tôi cho thấy rằng việc tạo ra Adam là một bước leo xuống trên nấc thang tiến hóa, bởi vì anh ta đã mất đi bản chất thiêng liêng của mình, anh ta trở nên chia rẽ, không còn toàn vẹn, hay lành mạnh. Trên khắp châu Phi và trong các báo cáo của Ai Cập cổ đại, các truyền thống bằng miệng và bằng văn bản cho rằng những người đứng thẳng là những sinh vật trên trời và sở hữu những sức mạnh thần bí như thần giao cách cảm, bay bổng, hai vị trí, rằng lời nói của họ có thể di chuyển đá và núi. Adam đã mất tất cả khi não phải của anh ta bị tắt bởi những người tạo ra anh ta.
Acholonu qua đời vào ngày 18 tháng 3 năm 2014 ở tuổi 62 do suy thận kéo dài một năm.

## Công trình

#### Thơ
- "Về nhà"
- "Mùa xuân cuối cùng"
- "Người bất đồng chính kiến"
- "Thu hoạch chiến tranh"
- " Các hình thức giết mổ khác"

#### Bộ sưu tập
- Mùa xuân cuối cùng, 1985
- Nigeria vào năm 1999, 1985
- Đọc và học - Bài thơ cho các trường tiểu học, 1986
- Đọc và học - Bài thơ cho các trường tiểu học cao cấp, 1986

#### Kịch/nhạc kịch
- Thử thách những người đẹp: một vở kịch trong một hành động, Owerri, Nigeria: Totan, 1985
- Thỏa thuận và Ai là Nguyên thủ quốc gia, Owerri, Nigeria: Totan, 1986
- Into the Heart of Biafra: một vở kịch trong ba hành vi, Owerri, Nigeria: C. Acholonu, 1970

#### Tiểu luận và viễn tưởng
- Truyền thống phương Tây và bản địa trong văn học Igbo hiện đại, 1985.
- Chủ nghĩa mẹ, Phương pháp thay thế cho chủ nghĩa nữ quyền, 1995.
- Rễ Igbo của Olaudah Equiano, 1995, sửa đổi 2007.
- The Earth Unchained: A Quantum Leap in Consciousness: a reply to Al Gore, 1995
- Châu Phi biên giới mới - Hướng tới một lý thuyết văn học toàn cầu thực sự cho thế kỷ 21. Bài giảng được gửi tới Hội nghị thường niên của Hiệp hội các tác giả Nigeria, 2002.
- Bộ luật Gram của Adam châu Phi: Sách đá và thư viện hang động, tái tạo 450.000 năm văn minh đã mất của châu Phi, 2005
- Họ đã sống trước Adam: Nguồn gốc tiền sử của Igbo - Không bao giờ bị cai trị (Ndi Igbo từ 1.6 triệu trước Công nguyên), 2009. Giành giải thưởng Sách quốc tế có trụ sở tại Hoa Kỳ (2009) trong hạng mục phi văn hóa đa văn hóa.
- Di chúc đã mất của tổ tiên Adam: Unearthing Heliopolis/Igbo Ukwu - Thành phố thiên thể của các vị thần của Ai Cập và Ấn Độ, 2010

## Bài viết và chương
- (với Joyce Ann Penfield), "Các quá trình ngôn ngữ của đổi mới từ vựng trong Igbo." Ngôn ngữ học nhân học. 22 (1980). 118-130.
- "Vai trò của các vũ công Nigeria trong kịch." Tạp chí Nigeria. 53.1 (1985). 33-39.
- "Ngôi nhà của Olaudah Equiano - Một tìm kiếm ngôn ngữ và nhân học", Tạp chí Văn học Khối thịnh vượng chung. 22.1 (1987). 5-16.
- "L'Igbo Langue Litteraire: Le Cas du Nigeria." [Ngôn ngữ Igbo văn học: Trường hợp của Nigeria. ] Notre Librairi: Revue du Livre: Afrique, Caraibes, Ocean Indien. 98 (Tháng 7 năm 1989). 26-30.
- "Mẹ là một người đàn ông tuyệt vời." Trong cuốn sách viết về phụ nữ châu Phi của Heinemann. Ed. Charlotte H. Bruner. Luân Đôn: Heinemann, 1993. 7-14.
- "Chủ nghĩa mẹ: Sự thay thế phi thường đối với nữ quyền." Tạp chí Konch của Ishmael Reed. (Tháng 3, tháng 4 năm 2002).